# Ракетный удар по Севастополю (2024)
Днём 23 июня 2024 года во время российского вторжения в Украину в районе городского пляжа Севастополя была сбита снаряженная кассетным зарядом ракета ATACMS Вооружённых сил Украины. Суббоеприпасы взорвались по большей части в море, также вдоль берега пляжей Учкуевки и Любимовки на северной окраине Севастополя. Россия захватила и аннексировала украинский Крым, включая Севастополь, в 2014 году.

## Ход событий
По сообщению Минобороны РФ, Вооружённые силы Украины нанесли удар по Крыму пятью ракетами ATACMS, заряженных кассетными боеприпасами. Четыре ракеты были сбиты ПВО, а пятая «в результате воздействия средств ПВО на конечном участке отклонилась от траектории полета с детонацией боевой части в воздухе над территорией города» недалеко от пляжа, расположенного в северной части Севастополя. Обломки ракет упали на город, а также на пляжи в районе Учкуевки и Любимовки. На видеозаписях видно, как люди бегут с пляжа и уносят раненых.

## Обстоятельства
Рядом с пляжем в районе Учкуевки, на который упали обломки, расположена воинская часть 160-й отдельного морского инженерного батальона морской пехоты Черноморского флота России, а пляж в Любимовке расположен непосредственно около военного аэродрома Бельбек. Установка ПВО, отражавшая ракетный удар, расположена на городском пляже в районе Радиогорка. По информации «Радио Свобода», с момента полномасштабного вторжения России в Украину в 2022 году оккупационная администрация Севастополя не обеспечила безопасность гражданских и не закрыла доступ к местам массового скопления людей вблизи военных объектов.
По информации собеседников «Радио Свобода», во время удара в городе не было сигнала тревоги. Со слов опрошенной жительницы Севастополя, тревога была объявлена в воинских частях, но гражданских не оповестили об угрозе.

## Пострадавшие
По уточнённой информации губернатора аннексированного Россией Севастополя Михаила Развожаева, на вечер 23 июня в результате удара погибли 4 человека, из них двое детей. За медпомощью обратились 144 человека, 82 из которых потребовалась госпитализация. 4 человека погибли, включая двоих детей. Среди погибших — дочь заместителя мэра Магадана. По информации из различных источников, пострадало до 151 человек, среди которых 27 детей.

## Реакция

### Россия
24 июня российские власти Севастополя объявили траурным днем по погибшим в результате ракетного удара.
Пресс-секретарь президента РФ Дмитрий Песков отметил, что участие США в боевых действиях, в результате которых погибают мирные россияне «не может не иметь последствий».
Губернатор аннексированного Россией Севастополя Михаил Развозжаев особо отметил, что удар был нанесен в праздник Троицы, когда мирные люди возвращались с работы или поехали на море с детьми. Развожаев попытался связать удар по Севастополю с терактами в Дагестане.
Следственный комитет РФ возбудил уголовное дело по статье 205 УК РФ «Террористический акт».
25 июня глава госсовета Крыма Владимир Константинов заявил: «Путевки — всё раскуплено. <…> Все понимают, где в реальности опасно, а где есть определенный риск. Скажу так: сегодня достаточно безопасно в Крыму, мы всех ждем. Все пляжи открытые, можно купаться, никаких проблем с этим нет».
27 июня Михаил Развожаев по итогам специального заседания заявил, что оккупационная администрация не планирует закрывать пляжи в Севастополе, рекомендовав воздержаться только от посещения пляжей Северной стороны Севастополя, которые, по словам Развожаева, не имеют укрытий.

### Украина
Советник главы офиса президента Михаил Подоляк заявил, что ВСУ продолжат наносить удары по Крыму, поскольку там, по его мнению, нет и не может быть пляжей, туристических зон, а также иных «фиктивных признаков мирной жизни», так как полуостров является оккупированной территорией, где продолжается полномасштабная война.

### США
Министерство обороны РФ обвинило в атаках США, однако представитель Пентагона, майор Чарли Дитц заявил, что Киев сам выбирает цели при нанесении ударов по России.

## Оценки
Минобороны РФ признало, что российское ПВО перехватило украинскую ракету, в результате чего она отклонилась от своего курса и взорвалась над севастопольским пляжем. Согласно оценке ISW, гражданские жертвы в Севастополе не были результатом намеренного обстрела Украиной мирного населения, но результатом сбития Россией украинской ракеты, в то время как целью ракеты, согласно источнику Рейтерс в правительстве США, была российская ракетная установка.
По мнению украинского военного эксперта Павла Лакийчука, ракеты ATACMS летели на близкий к пляжу Учкуевки военный аэродром Бельбек или Кача. На аэродроме Бельбек базируются российские бомбардировщики, наносящие удары по Одессе, Херсону и другим южным украинским городам.